# هنريك لوندبيرغ (لاعب هوكي جليد)
هنريك لوندبيرغ هو لاعب هوكي جليد سويدي، ولد في 21 أغسطس 1991.

## وصلات خارجية
- هنريك لوندبيرغ (لاعب هوكي جليد) على موقع EliteProspects.com (الإنجليزية)
- هنريك لوندبيرغ (لاعب هوكي جليد) على موقع HockeyDB.com (الإنجليزية)